# Lupșa
Lupșa (in ungherese Nagylupsa, in tedesco Wolfsdorf) è un comune della Romania di 3 584 abitanti, ubicato nel distretto di Alba, nella regione storica della Transilvania.
Il comune è formato da un insieme di 23 villaggi: Bârzan, Brădești, Curmătură, După Deal, Geamăna, Hădărău, Holobani, Lazuri, Lunca, Lupșa, Mănăstire, Mărgaia, Mușca, Pârâu-Cărbunări, Pițiga, Poșogani, Șasa, Trifești, Văi, Valea Holhorii, Valea Lupșii, Valea Șesii, Vința.
Tra i siti interessanti di Lupșa si possono notare:
- un santuario in legno;
- uno dei più antichi monasteri della Romania, la cui presenza è documentata fin dal 1421;
- il Museo Etnografico di Lupșa, situato nel centro del comune, è uno dei più grandi del paese, realizzato ad opera del professor Pamfil Albu. Di particolare rilievo è una imponente collezione di icone su legno e su vetro del XVIII e XIX secolo.